# Fridrik III. Danski
Fridrik III. (Haderslev, 18. ožujka 1609.,  – Kopenhagen, 9. veljače 1670.), danski i norveški kralj (1648. – 1670.) iz dinastije Oldenburg. Prvi je danski kralj koji je uspostavio apsolutnu monarhiju, koja je opstala u Danskoj sve do 1848. godine.
Njegova zbirka knjiga postala je temeljem za osnivanje Danske kraljevske knjižnice.

## Životopis
Fridrik III. bio je drugorođeni sin danskog i norveškog kralja Kristijana IV. i kraljice Ane Katarine Brandenburške. Nije mogao naslijediti prijestolje, jer je njegov stariji brat Kristijan imenovan za prijestolonasljednika 1608. godine. Za vrijeme mladosti, njegov otac je ostvario utjecaj u Svetom Rimskom Carstvu, tako što je mlađeg sina postavio za upravitelja svjetovnih biskupija u Bremenu, Verdenu i Halberstadtu.
Dana 1. listopada 1643. oženio je Sofiju Amaliju od Brunswick-Lüneburga, kćerku kneza Đure od Brunswick-Lüneburga, s kojom je imao sedmero djece, među kojima i prijestolonasljednika Kristijana V.
Godine 1657. napao je Švedsku koja je bila angažirana u ratu protiv Poljske, kako bi vratio teritorije izgubljene u vrijeme vladavine njegova oca. Međutim, Švedska je uspješno provela kontranapad, zauzela dansku provinciju Jutland i izvršila invaziju na otok Zealand. Godinu kasnije, Fridrik je bio prisiljen potpisato mirovni sporazum kojim se odrekao provincija Skane, Blekinge i Hallanda, otoka Bornholma i norveške provincije Trondheima.
Poslije šest mjeseci, švedski kralj Karlo X. Gustav opet je napao Dansku, ali građani Kopenhagena su uz pomoć Nizozemaca uspjeli preokrenuti ratnu sreću te je danska mornarica uspjela otjerati švedske snage, nakon čega je 1660. godine sklopljen mir kojim je Fridrik III. vratio Bornholm i Trondheim.
Godine 1661. kralj je zadobio apsolutnu vlast u zemlji.

## Vanjske poveznice
|  | Zajednički poslužitelj ima još gradiva o temi Fridrik III. Danski |

- Fridrik III., kralj Danske i Norveške - Britannica Online (engl.)

| Prethodnik:                 | danski kralj (1648.-1670.) | Nasljednik:                |
| Kristijan IV. (1588.-1648.) | danski kralj (1648.-1670.) | Kristijan V. (1670.-1699.) |

| Prethodnik:                 | norveški kralj (1648.-1670.) | Nasljednik:                |
| Kristijan IV. (1588.-1648.) | norveški kralj (1648.-1670.) | Kristijan V. (1670.-1699.) |